# Acacia redoloens
Acacia redoloens é uma espécie de leguminosa do gênero Acacia, pertencente à família Fabaceae.